# Satélites de Marte
|                                                                                          |  |                                                                                              |
| Imagem colorida de Fobos obtida pela Mars Reconnaissance Orbiter em 23 de março de 2008. |  | Imagem colorida de Deimos obtida pela Mars Reconnaissance Orbiter em 21 de fevereiro de 2009 |

Marte possui dois pequenos satélites conhecidos, Fobos e Deimos, os quais acredita-se serem asteróides capturados. Ambos os satélites foram descobertos em 1877 por Asaph Hall, e receberam o nome em homenagem às figuras mitológicas Fobos (medo/fobia) e Deimos (terror/pavor) os quais, na  mitologia grega, acompanhavam seu pai Ares, deus da guerra, nas batalhas. Ares era conhecido como Marte pelos romanos.

## História

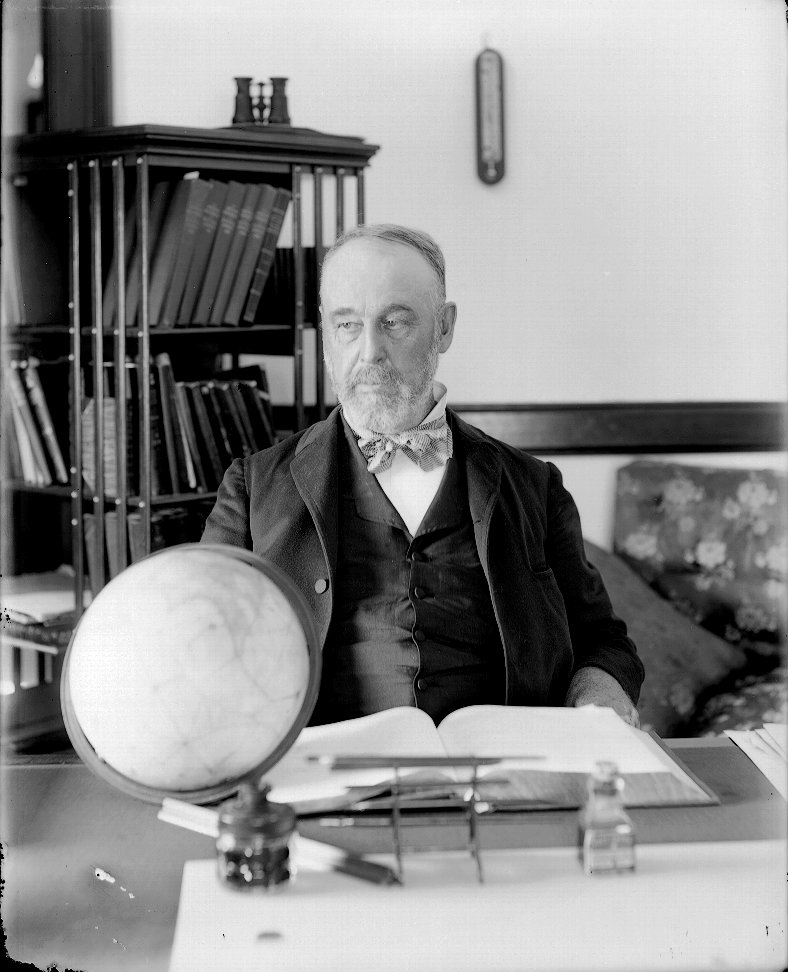
Asaph Hall, descobridor das duas luas marcianas.

A descoberta das duas luas de Marte, Fobos e Deimos, ocorreu em 1877 quando o astrônomo americano Asaph Hall os identificou após uma longa busca, apesar do fato de suas existências terem sido especuladas antes.

### Especulações anteriores
A possibilidade das luas marcianas foi especulada muito antes da descoberta de Hall. O astrônomo Johannes Kepler (1571–1630) até mesmo previu o número corretamente, apesar de sua lógica inconsistente: ele escreveu que, levando em conta que Júpiter tinha quatro luas conhecidas e a Terra tinha uma, seria apenas natural que Marte tivesse duas.
Talvez inspirado por Kepler, a sátira de Jonathan Swift, As viagens de Gulliver (1726) faz referência a duas luas no Capítulo 3 da Parte 3 (a "Viagem a Laputa"), na qual os astrônomos de Laputa são descritos  como tendo descoberto dois satélites de Marte orbitando à distância de 3 e 5 diâmetros marcianos, e períodos de 10 e 21,5 horas, respectivamente. As verdadeiras distâncias orbitais e períodos de Fobos e Deimos de 1.4 e 3,5 diâmetros marcianos, e 7,6 e 30,3 horas, respectivamente, não são remotamente próximas daquelas dos satélites fictícios de Swift. Na curta história de 1750 escrita por Voltaire, Micromégas, sobre um viajante alienígena na Terra, também há referência a duas luas em Marte. Voltaire teria sido presumivelmente influenciado por Swift. Em reconhecimento a essas 'previsões', duas crateras em Deimos receberam os nomes Swift e Voltaire.

### Descoberta

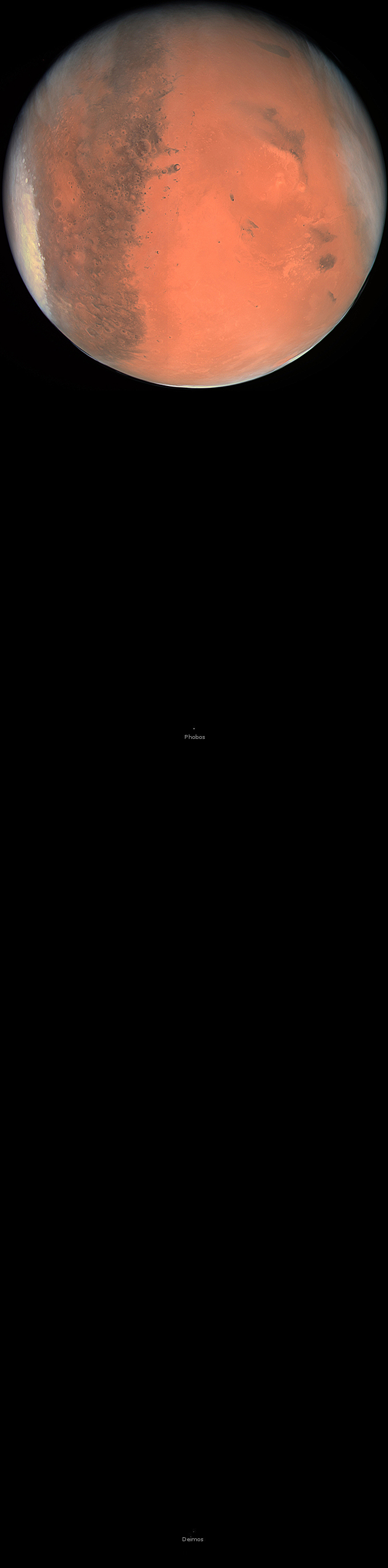
O tamanho relativo e a distância entre Marte, Fobos e Deimos, em escala.

Hall descobriu Deimos em 12 de agosto de 1877 a aproximadamente 07h48 UTC e Fobos em 18 de agosto de 1877, no Observatório Naval dos Estados Unidos em Washington, D.C., por volta de 09h14 GMT (fontes contemporâneas, utilizando as convenções astronômicas anteriores a 1925 nos quais o dia começava ao meio-dia, datam a descoberta em 11 de agosto às 14h40 e 17 de agosto às 16h06 (horário de Washington) respectivamente). Na época, ele estava deliberadamente procurando pelas luas marcianas. Hall já havia avistado o que parecia ser uma lua marciana em 10 de agosto, mas devido ao mau tempo, ele não as pode identificar no momento.
Hall registrou sua descoberta de Fobos em seu caderno da seguinte maneira:

Eu repeti a examinação no início da noite de 11 de agosto, e mais uma vez nada encontrei, mas tentando novamente algumas horas mais tarde eu encontrei um objeto indo para o lado, ligeiramente a norte do planeta. Eu mal tive tempo para observar sua posição quando a neblina vinda do rio me impediu de concluir o trabalho. Era duas e meia da madrugada na noite do dia 11. O tempo nublado atrapalhou por vários dias.
Em 15 de agosto o tempo parecia mais promissor, eu dormi no observatório, o céu clareou após uma tempestade de trovões às 11 horas e o trabalho foi resumido. A atmosfera no entanto se encontrava em más condições e Marte estava tão brilhante e instável que nada podia ser visto do objeto, o qual nós agora sabíamos estaria tão próximo ao planeta que seria impossível observá-lo.
Em 16 de agosto o objeto foi encontrado mais uma vez no outro lado do planeta e as observações daquela noite mostraram que ele se movia junto com o planeta, e se fosse um satélite, estava próximo de seu alongamento máximo. Até então eu não havia dito nada a ninguém da minha busca por um satélite em Marte, mas ao deixar o observatório após essas observações do dia 16, por volta de três da manhã, eu contei a meu assistente, George Anderson, o qual eu mostrara o objeto, que eu havia descoberto um satélite em Marte. Eu também o disse para ficar calado por que eu não queria tornar este fato público até que não restassem quaisquer dúvidas sobre isso. Ele não disse nada, mas era algo tão empolgante que eu mesmo acabei deixando escapar. Em 17 de agosto entre uma e duas horas, enquanto eu estava terminando minhas observações, o Professor Newcomb entrou na sala para comer seu lanche e eu o mostrei minhas medidas do pálido objeto próximo a Marte o qual foi provado que movia junto ao planeta.
Em 17 de agosto enquanto eu aguardava e observava pela lua mais afastada, uma lua mais próxima foi descoberta. As observações dos dias 17 e  18 puseram fim a qualquer dúvida o caráter desses objetos e a descoberta foi publicamente anunciada pelo Almirante Rodgers.
Os nomes, originalmente escritos Phobus e Deimus, respectivamente, foram sugeridos por Henry Madan (1838–1901), Mestre em Ciências de Eton, do Livro XV da Ilíada, onde Ares convoca o Medo e o Pavor.

### O embuste das luas de Marte
Em 1959, Walter Scott Houston publicou um celebrado embuste no dia da mentira, na edição de abril do Great Plains Observer, anunciando que "Dr. Arthur Hayall, da Universidade de Sierras constatou que as luas de Marte são na verdade satélites artificiais". Tanto o doutor Hayall quanto a Universidade de Sierras eram fictícios. O embuste ganhou fama mundial quando o anúncio de Houston foi repetido, aparentemente de maneira séria, por um cientista soviético, Iosif Shklovsky.

### Pesquisas recentes
Pesquisas têm sido conduzidas na busca por satélites adicionais. Mais recentemente, Scott S. Sheppard e David C. Jewitt examinaram a esfera de Hill de Marte na busca por satélites adicionais. A busca cobriu quase toda a esfera de Hill, mas a luz difusa de Marte excluiu os poucos arcominutos na orbita mais internas, onde Fobos e Deimos residem. Nenhum satélite novo foi descoberto em uma magnitude vermelha limitante de 23,5, a qual corresponde a um rádio de 0,09 km usando um albedo de 0,07.

## Características
Se visto a partir da superfície de Marte próximo ao equador, Fobos completamente iluminado parece ter um tamanho três vezes menor que a Lua cheia vista da Terra. O satélite tem um diâmetro angular de entre 8' (ascendente) e 12' (apogeu). Ele pareceria ainda menor para um observador distante do equador Marciano, e é completamente invisível (sempre abaixo do horizonte) das capas polares de Marte. Deimos mais parece uma estrela brilhante para um observador de Marte, apenas um pouco maior que Vênus visto da Terra; possuindo um diâmetro angular de aproximadamente 2'. Em contraste o diâmetro angular do Sol visto de Marte é de aproximadamente 21'. Dessa forma não há eclipses solares totais em Marte, tendo em vista que as luas são pequenas demais para cobrir completamente a superfície do Sol. Por outro lado eclipses lunares totais de Fobos são  bastante comuns, ocorrendo quase toda noite. Ver também Trânsito de Fobos em Marte e Trânsito de Deimos em Marte para eventos semelhantes a eclipses.
Os movimentos de Fobos e Deimos pareceriam muito diferentes daquele da Lua terrestre. Fobos se move rapidamente e nasce a oeste e se põe a leste, e se levanta novamente apenas onze horas depois, enquanto Deimos, estando um pouco fora da órbita sincronizada, nasce como poderia-se esperar a leste mas bastante devagar. Apesar de sua órbita de 30 horas, Deimos leva 2.7 dias para se por a oeste devido a sua rotação ser mais lenta que de Marte, o que também atrasa seu ressurgimento no céu.
Ambas as luas apresentam o acoplamento de maré, sempre apresentando a mesma face para Marte. Devido ao fato de Fobos orbitar Marte mais rápido que o planeta em si, forças do maré estão aos poucos, mas continuamente diminuindo seu raio orbital. Em algum ponto no futuro, quando este se aproximar de Marte próximo o bastante (ver limite de Roche), Fobos será partido por essas forças de maré. Várias faixas de crateras na superfície de Marte, inclinadas mais distante do equador, sugerem que pode ter havido outras pequenas luas que tiveram o mesmo destino esperado para Fobos, e também que a crosta de Marte como um todo mudou no intervalo desses eventos. Deimos, por outro lado, se encontra tão distante que, diferentemente de Fobos sua orbita está lentamente se alargando, assim como a Lua terrestre.

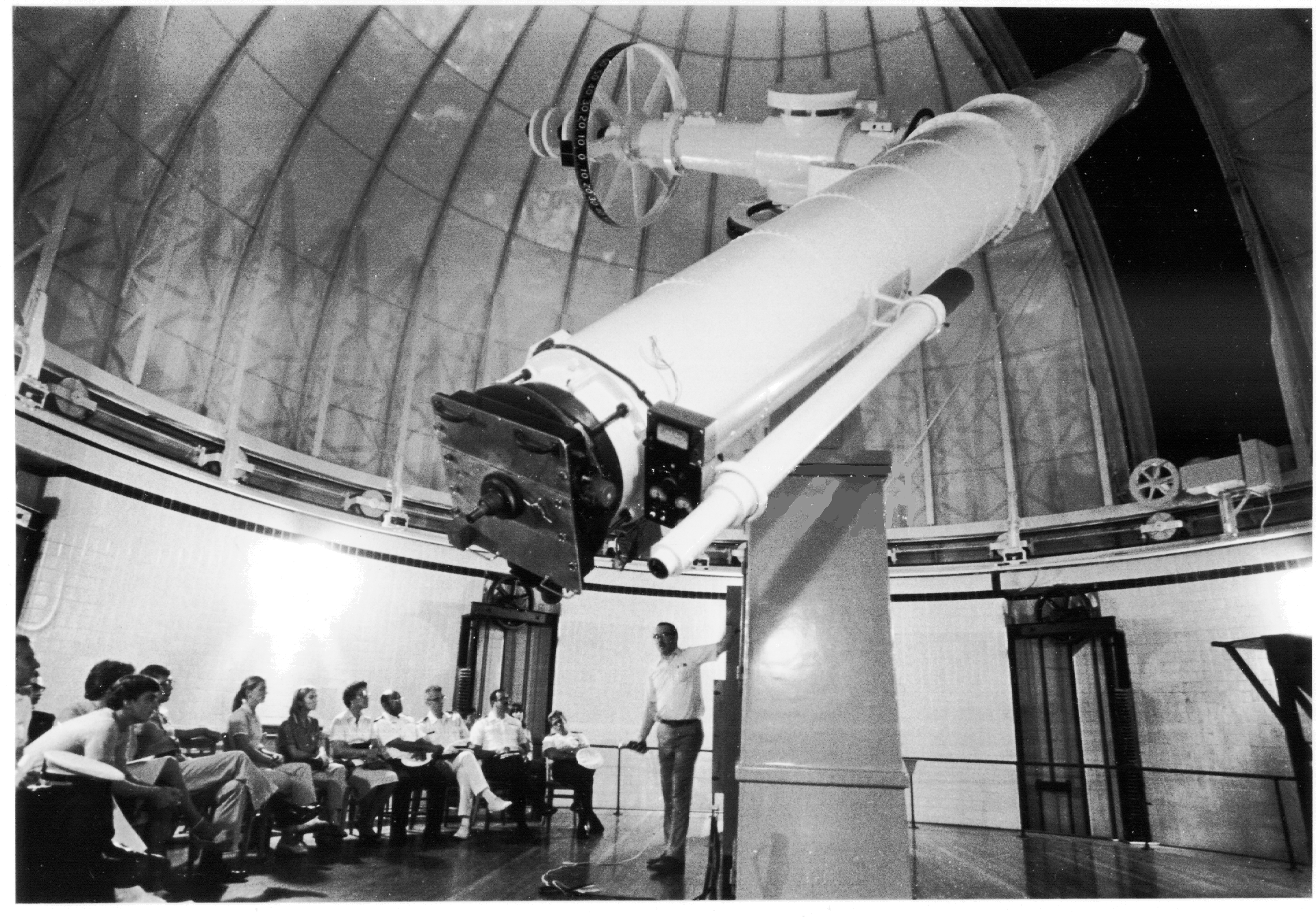
Telescópio usado na descoberta das luas marcianas.
Céu noturno de Marte mostrando Deimos (esquerda) e Fobos (direita) em frente à  Sagittarius, capturado pelo Veículo Explorador de Marte Spirit em 26 de agosto de 2005.
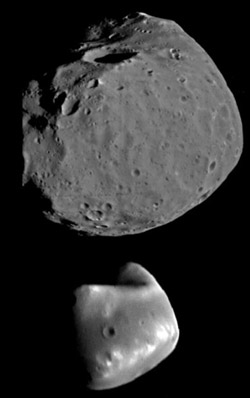
Comparação em escala de cinza das imagens de Fobos (topo) e Deimos (fundo).

### Detalhes orbitais
| Nome e pronúncia | Nome e pronúncia | Nome e pronúncia  | Imagem | Diâmetro (km)          | Massa (kg) | Semieixo maior (km) | Período orbital (h) | Período médio do nascer da lua (h, d) |                                        |
| ---------------- | ---------------- | ----------------- | ------ | ---------------------- | ---------- | ------------------- | ------------------- | ------------------------------------- | -------------------------------------- |
| Marte I          | Fobos            | /ˈfoʊbəs/ FOE-bəs |        | 22,2 km (27×21,6×18,8) | 1,08×1016  | 9 377 km            | 7,66                | 11,12 h (0,463 d)                     |                                        |
| Marte II         | Deimos           | /ˈdaɪməs/ DYE-məs |        | 12,4 km (10×12×16)     | 2×1015     | 23 460 km           | 30,35               | 131 h (5,44 d)                        | Animação da captura de Fobos e Deimos. |

### Outros satélites
Teorias indicam que Marte possa ter outros pequenos satélites. Assim como Fobos e Deimos, seriam na verdade asteroides capturados, com diâmetros variando de 50 a 100 metros.